# Zbigniew Jan Wesołowski
Zbigniew Jan Wesołowski SVD (* 26. Januar 1957 in Kwidzyn) ist ein polnischer Sinologe.

## Leben
Nach dem Abitur 1976 an der Oberschule (Liceum St. Żeromskiego) trat im selben Jahr in das Noviziat der Steyler Missionare in Pieniężno ein. 1977 begann er im dortigen Missionspriesterseminar sein philosophisch-theologisches Studium. 1980, nach dem zweijährigen philosophischen und einjährigen theologischen Studium, wurde er zum OTP (Overseas Training Program) der Gesellschaft des Göttlichen Wortes nach Taiwan geschickt. Zuerst lernte er Englisch in Liverpool und dann zwei Jahre Mandarin (1981–1983) in Taipeh. 1983 kehrte er nach Polen zurück, um sein Theologiestudium zu beenden. 1986 erlangte er an der Katholischen Universität zu Lublin den Magistertitel in Theologie. Im selben Jahr wurde er auch zum Priester geweiht und fing das Studium der Sinologie mit den Nebenfächern Vergleichende Religionswissenschaft und Philosophie an der Universität Bonn und die Arbeit im sinologischen Steyler Institut Monumenta Serica in Sankt Augustin an. Er wurde 1996 in Bonn promoviert. Von 1999 bis 2012 arbeitete er an der Katholischen Fu-Jen-Universität (1999–2004 als assistant professor und 2004–2012 als associate professor). Ebenda war er Direktor der Filiale des Institutes Monumenta Serica – das Sinologische Forschungszentrum Monumenta Serica in den Jahren 2002–2012. Ende Mai 2012 kehrte er nach Sankt Augustin zur Stärkung der Arbeit im Institut Monumenta Serica zurück; seit 2013 ist er Chefredakteur im selben Institut (Herausgabe der sinologischen Zeitschrift Monumenta Serica und zwei Buchreihen: Monumenta Serica Monograph Series und Collectanea Serica). Ebenso seit 2013 ist er Professor für Vergleichende Religionswissenschaft und Sinologie an der Philosophisch-Theologischen Hochschule SVD St. Augustin.
Seine Forschungsschwerpunkte sind chinesisches Denken/chinesische Philosophie, chinesische Religionen/chinesischer Buddhismus, Geschichte der westlichen Sinologie, Konfuzianismus und Kulturkomparatistik (China und der Westen).

## Publikationen (Auswahl)
- Lebens- und Kulturbegriff von Liang Shuming (1893–1988). Dargestellt anhand seines Werkes Dong-xi wenhua ji qi zhexue (= Monumenta Serica. Monograph series, Band 38). Steyler Verlag, Nettetal 1997, ISBN 3-8050-0399-4 (zugleich Dissertation, Bonn 1997).
- 梁漱溟(1893–1988)的文化觀 : 根據<<東西文化及其哲學>>與<<中國文化要義>>解說 . 輔仁大學出版社, 臺北縣新莊市 2003, ISBN 9570439726.
- als Herausgeber: 輔仁大學第六屆漢學國際硏討會 : "西方早期(1552–1814年間)漢語學習和硏究"論文集. The Sixth Fu Jen University International Sinological Symposium. Early European (1552–1814) acquisiton and research on Chinese language. Symposium papers (= Fu ren da xue hua yi xue zhi cong shu xi lie , Band 10). 輔仁大學出版社, 台北縣新莊市 2011, ISBN 986-6221-24-5.
- als Herausgeber mit Barbara Hoster und Dirk Kuhlmann: Rooted in hope. China, religion, Christianity. Festschrift In honor of Roman Malek S.V.D. on the occasion of his 65th birthday. In der Hoffnung Verwurzelt. China, Religion, Christentum. Festschrift für Roman Malek S.V.D. zu seinem 65. Geburtstag (= Monumenta Serica. Monograph series, Band 68,2). Routledge, London 2017, ISBN 1138718084.